# Andra engelska inbördeskriget
Andra engelska inbördeskriget (1648-1649) var det andra av tre krig som kallas engelska inbördeskriget som avser den rad av väpnade konflikter och politiska intriger som ägde rum mellan parlamentariker och rojalister från 1642 fram till 1652 och som även inkluderade det första engelska inbördeskriget (1642-1646) och det tredje engelska inbördeskriget (1649-1651).